# Broekmolen (Terschuren)
De Broekmolen of Drakenmolen is een voormalige watermolen in Terschuren ten westen van Hoensbroek in het westen van de gemeente Heerlen. De molen stond op de Caumerbeek en stroomopwaarts op deze beek lag De Köpkesmolen. De molen stond aan het Laervoetpad op zo'n 250 meter ten westen van Kasteel Hoensbroek en ten zuidoosten ligt thans de Droomvijver.

## Geschiedenis
In een stuk van 14 juni 1370 werd de molen voor het eerst vermeld onder de naam "Draeckenmoelen". Toen werd de molen verpacht, inclusief de molentak die reeds voor die tijd reeds moet zijn gegraven. De molen was toen eigendom van Nicolaas I Hoen (gesneuveld in 1371).
De watermolen een banmolen, waarbij het voor de pachters van de heren van Hoensbroek verplicht was om hier het graan te laten malen. Dat bleef zo na een erfdeling in 1451.
In het midden van de 19e eeuw had de molen een houten bovenslagrad onder een gemetseld afdak en had een doorsnede van 312 centimeter en een breedte van 82 centimeter. Van binnenuit kon de maalsluis bediend worden.
In 1828 werd er een vergunning verstrekt om met de molen te gebruiken als moutmolen om mout te malen.
In 1926 werd het waterrad vervangen door een turbine, het waterpeil verlaagd en verving men het houten gangwerk door ijzeren.
Op 15 augustus 1941 verkocht men de stuwrechten aan waterschap Geleen- en Molenbeek. Daarna werden de waterlopen die voor de watervoorziening zorgden gedempt.